# Valentina Vaszilivna Kozir
Valentina Vaszilivna Kozir, ukránul: Валентина Василівна Козир (Csernovic, 1950. április 25. –) olimpiai bronzérmes szovjet-ukrán atléta, magasugró. Férje Mikola Avilov olimpiai bajnok szovjet-ukrán tízpróbázó.

## Pályafutása
Az 1968-as mexikóvárosi olimpián bronzérmes lett a csehszlovák Miloslava Rezková és a szovjet-orosz Antonyina Okorokova mögött. 1971-ben a szovjet bajnokságban a harmadik helyen végzett.

## Sikerei, díjai
- Olimpiai játékok
  - bronzérmes: 1968, Mexikóváros